# Big Blue Ball
Big Blue Ball è un album realizzato da diversi artisti che è "cresciuto durante tre settimane di registrazione" nei Real World Studios di Peter Gabriel nelle estati del 1991, 1992, e 1995.

## Descrizione
In produzione per più di diciotto anni, "Big Blue Ball" è un progetto che raccoglie differenti artisti da tutto il mondo. Secondo Peter Gabriel, la registrazione iniziale è stata ultimata in tre anni all'inizio degli anni 90, ma "i nastri erano stati lasciati nel disordine è c'è voluto tutto questo tempo per tirarli fuori". Per compiere ciò è stato infine convocato il produttore Stephen Hague.
Nell'album vi sono ospiti come Sinéad O'Connor, Karl Wallinger (dei World Party), Natacha Atlas, e Papa Wemba. Gabriel è la voce principale in molte tracce dell'album. Compaiono anche diversi musicisti occidentali, africani e asiatici.
Big Blue Ball è uscito il 24 giugno 2008 in America. "Dopo tutti questi anni, è un buon vino pronto per essere bevuto", è stato il commento di Peter Gabriel.
L'album è stato pubblicato negli Stati Uniti senza l'aiuto di una compagnia discografica, bensì grazie a un'iniziativa di venture di capitale. L'azienda Ingenious, con sede a Londra, ha raccolto più di 4 milioni di dollari per promuovere l'uscita dell'album in America. I capitalisti della venture, ovvero Peter Gabriel e i suoi soci della Real World Ltd, crearono una joint venture company (la High Level Recording Ltd.) per sovrintendere all'uscita dell'album. La nuova distribuzione ha così potuto coprire i territori del Nord America, dove Peter Gabriel non era coperto da contratto. La distribuzione nel resto del mondo sarà invece affidata alla Proper Music Distribution.
Il primo singolo estratto dall'album è stato Whole Thing, incluso nell'album della colonna sonora del programma televisivo Long Way Down. Una versione di Burn You Up, Burn You Down è stata inclusa nella raccolta di Peter Gabriel Hit del 2003 con una versione radio pubblicata come singolo.
L'album si presenta in due diverse edizioni CD, identiche nel contenuto ma con copertina diversa.
Un'edizione limitata a 1000 copie dell'album è stata prodotta anche su vinile dalla Ryko Distribution.
La versione digitale dell'album contiene alcuni bonus, differenti a seconda degli stati in cui è scaricata: nella versione UK vi è un remix di Whole Thing di Adrian Sherwood & Jazzwad, mentre in quella americana compare un remix di Habibe di Stefan Goodchild Remix e un libretto digitale. Entrambe le edizioni includono il video: Story of the Big Blue Ball, Pt. 1.

## Tracce
1. Whole Thing (Original Mix) – 5:27 (Francis Bebey, Alex Faku, Tim Finn, Peter Gabriel, Karl Wallinger, Andy White)
2. Habibe – 7:12 (Natacha Atlas, Hossam Ramzy, Neil Sparkes)
3. Shadow – 4:28 (Juan Cañizares, Papa Wemba)
4. Altus Silva – 6:07 (Joseph Arthur, Ronan Browne, Deep Forest, James McNally, Iarla Ó Lionáird, Vernon Reid)
5. Exit Through You – 5:52 (Joseph Arthur, Peter Gabriel, Karl Wallinger)
6. Everything Comes From You – 4:42 (Richard Evans, Joji Hirota, Sevara Nazarkhan, Sinéad O'Connor, Guo Yue)
7. Burn You Up, Burn You Down – 4:31 (Billy Cobham, Peter Gabriel, The Holmes Brothers, Wendy Melvoin, Arona N'diaye, Jah Wobble)
8. Forest – 6:17 (Levon Minassian, Arona N'Diaye, Vernon Reid, Hukwe Zawose)
9. Rivers – 5:45 (Vernon Reid, Márta Sebestyén, Karl Wallinger)
10. Jijy – 4:00 (Arona N'Diaye, Rossy, Jah Wobble)
11. Big Blue Ball – 4:52 (Peter Gabriel, Manu Katché, Karl Wallinger)

Bonus
- "Habibe (Stefan Goodchild Remix)" - bonus track della versione download americana
- "Whole Thing (Adrian Sherwood & Jazzwad Remix)" - bonus track della versione download UK
- "Story of the Big Blue Ball, Pt. 1" - bonus video della versione download